# عادل أمين (لاعب كريكت)
عادل أمين (13 ديسمبر 1990 في باكستان - ) هو لاعب كريكت باكستاني.

## وصلات خارجية
- عادل أمين على موقع إي آس بي آن كريك إنفو (الإنجليزية)